# San Buenaventura (Mexico)
San Buenaventura est la seconde plus grande communauté dans la municipalité de Ixtapaluca , dans la partie orientale de l'État de Mexico, au Mexique. En 2005, le recensement de l'INEGI comptait 48,037 habitants.